# Zygmunt Kukla (dyrygent)
Zygmunt Kukla (ur. 27 sierpnia 1969 w Rzeszowie) – polski dyrygent, aranżer i kompozytor. 

## Życiorys
Absolwent Wydziału Jazzu i Muzyki Rozrywkowej Akademii Muzycznej w Katowicach oraz Wydziału Zarządzania Uniwersytetu Warszawskiego. W latach 1991–1996 był dyrygentem musicalu Metro Janusza Józefowicza.
Założyciel i dyrygent orkiestry Kukla Band. Z big-bandem występuje m.in. na Krajowych Festiwalach Piosenki Polskiej w Opolu i Sopot Festivalach, orkiestra brała udział również w galach telewizyjnych, m.in. podczas rozdania nagród: Wiktory, Viva! Najpiękniejsi, Orły i Złota Kaczka oraz nagród dla laureatów plebiscytu „Przeglądu Sportowego”, a także podczas Balu Prezydenckiego, Bali Europejskiej Arystokracji na Zamku Królewskim w Warszawie i gali wyborów Miss Polski.
Wieloletni kierownik muzyczny festiwali, nagrodzony Nagrodą Dziennikarzy oraz realizatorów i operatorów telewizyjnych (Opole 1999). W 2007 pełnił stanowisko dyrektora artystycznego XLIV Krajowego Festiwalu Piosenki Polskiej w Opolu. W maju 2023 zasiadł w polskiej komisji jurorskiej podczas 67. Konkursu Piosenki Eurowizji. Podczas 60 Krajowego Festiwalu Polskiej Piosenki „Opole 2023” wystąpił wraz ze swoją orkiestrą w koncercie jubileuszowym. Pełnił funkcję kierownika muzycznego 62 KFPP w Opolu oraz wystąpił ze swoja orkiestrą KUKLA BAND oraz Orkiestrą Polskiego Radia w koncertach: "Premiery", "Zróbmy więc prywatkę", "Trzy ćwiartki - Jubileusz Jacka Cygana".
Jest rzeczoznawcą muzycznym Stowarzyszenia Autorów ZAiKS. W 2018 otrzymał nagrodę 100-lecia ZAiKS-u, w 2022 nagrodę specjalną ZAiKS-u.
Ma dwie córki, Paulinę i Kamilę. Hobbystycznie pracuje jako kierowca autobusu